# غروج

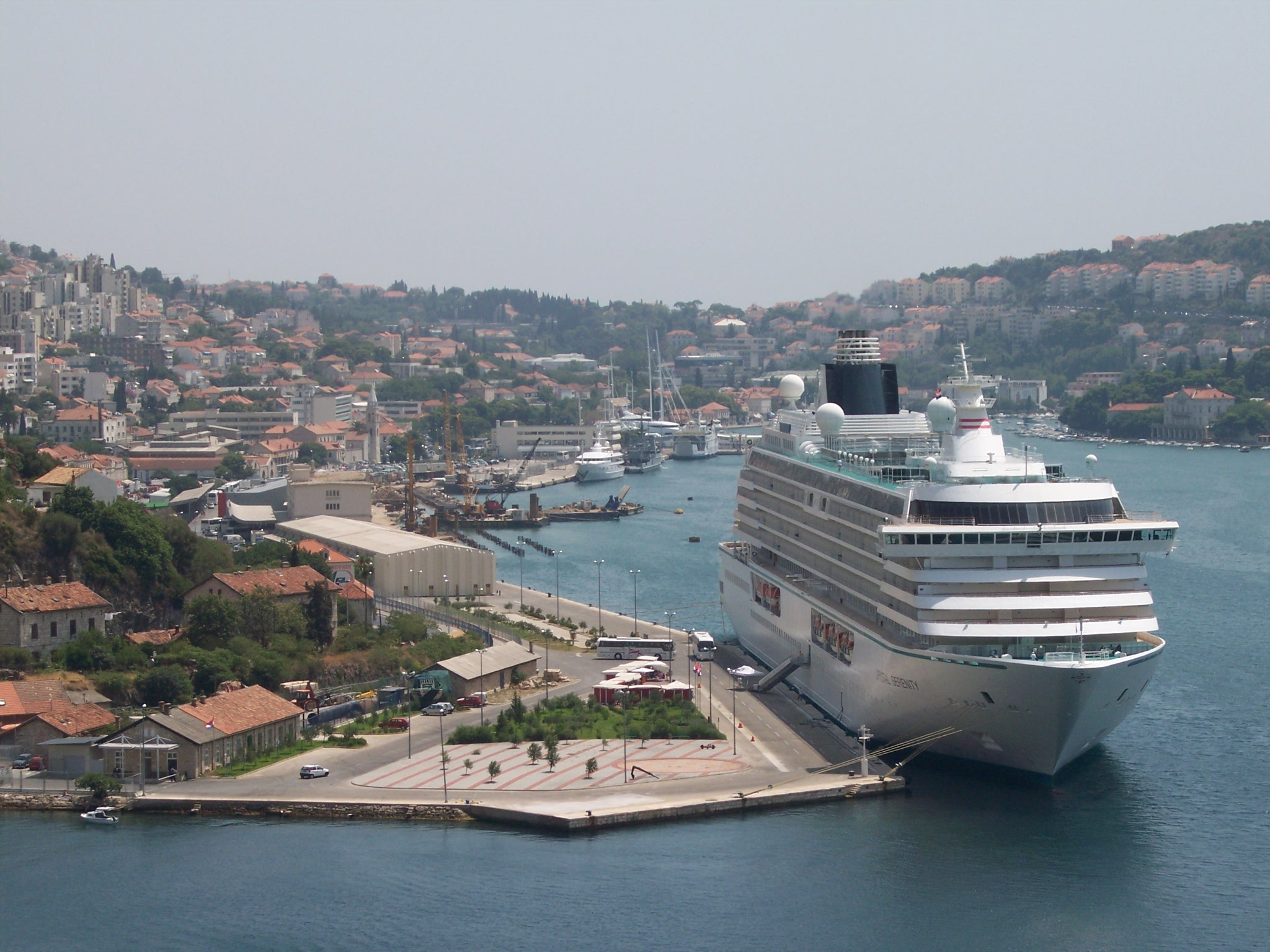
رسو السفينة السياحية في غروج

غروج Gruž هو حي في مدينة دوبروفنيك عاصمة كرواتيا، على بعد حوالي 2 كم شمال غرب المدينة القديمة.
ويبلغ عدد سكانها حوالي 15000 نسمة. ويقع الميناء الرئيسي لدوبروفنيك في غروج بالإضافة إلى أكبر أسواقها ومحطة الحافلات الرئيسية "ليبرتاس".  وعلى الرغم من كونها قاعدة صناعية وصناعية تاريخية لدوبروفنيك، إلا أنها اليوم واحدة من المناطق السكنية الرئيسية في المدينة إلى جانب أحياء لاباد وموكوشيكا.